# Різдво в Ізраїлі

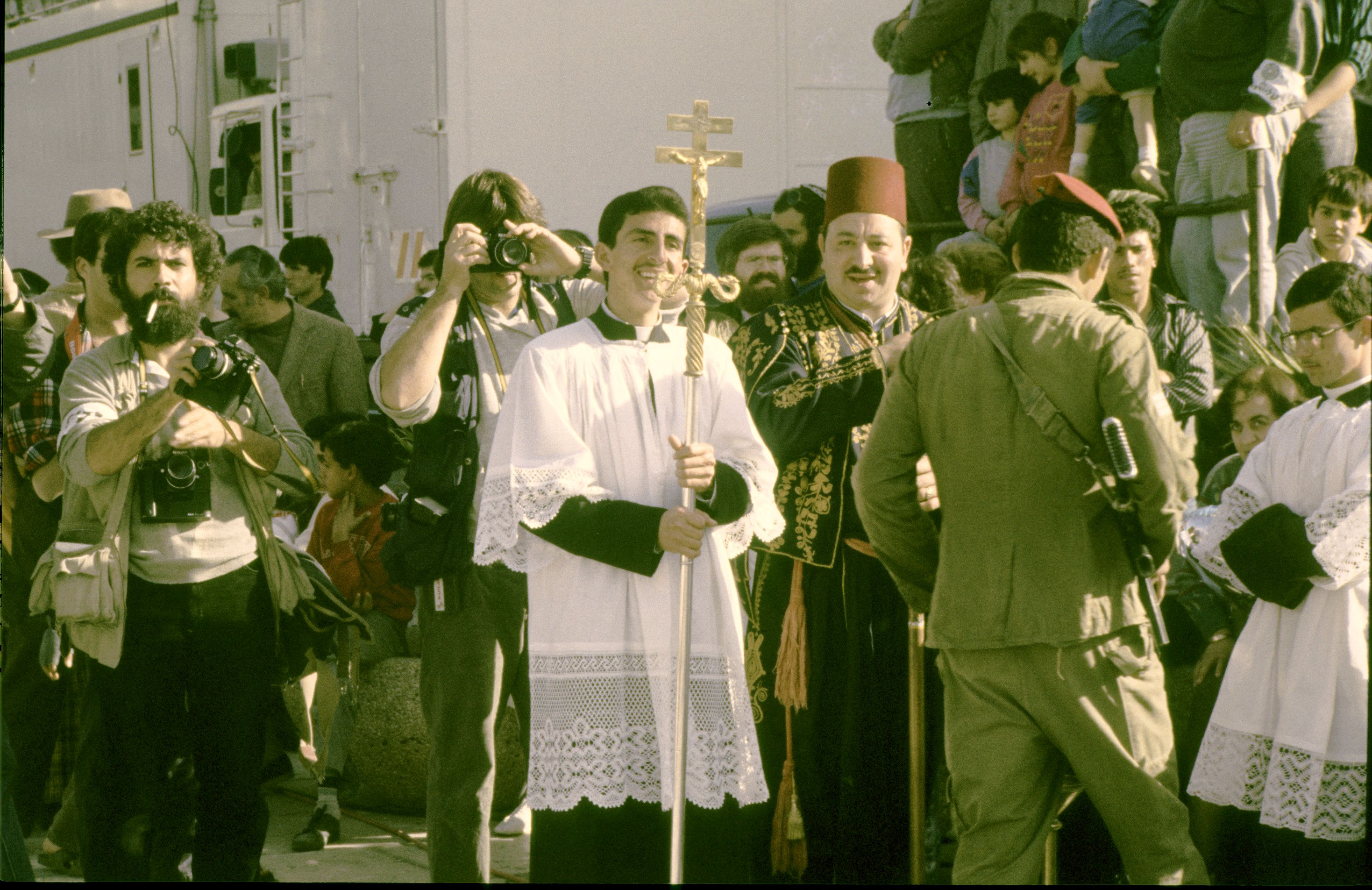
Святкування Різдва в Назареті, 1986 рік.

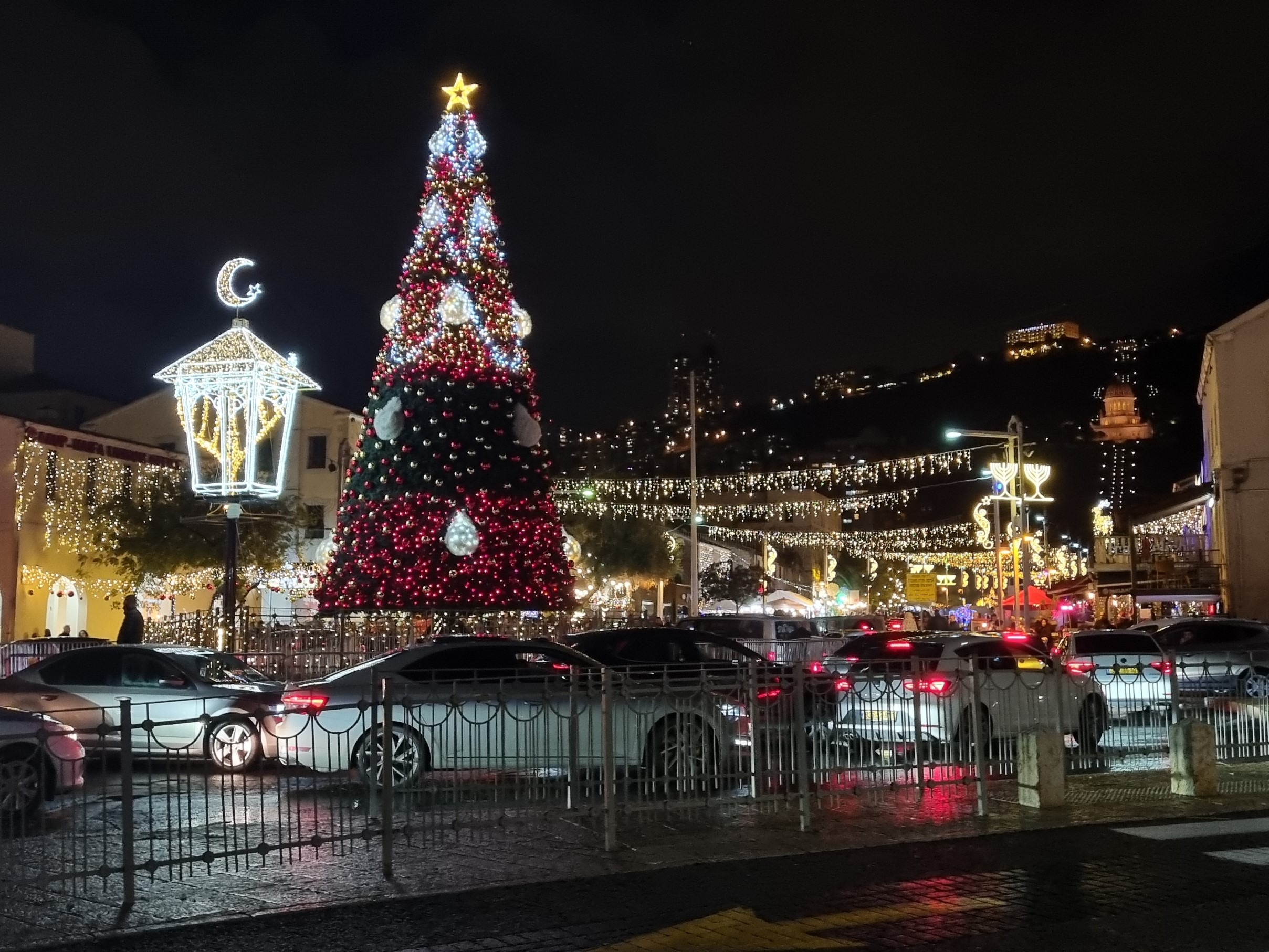
Різдвяна ялинка на святкових урочистостях у Хайфі, 2021 рік.

Різдво Христове в Державі Ізраїлі (івр. חג המולד בישראל) не святкується на офіційному рівні, оскільки лише 2,5% населення держави є християнами й основною релігією ізраїльтян є юдаїзм, а Різдво не є одним із державних свят Ізраїлю. Однак різдвяна історія відбулася за традицією на Святій Землі, на територіях Держави Ізраїль і на підконтрольних їй територіях: серед місць, пов’язаних з Різдвом Христовим, є деякі з найсвятіших місць для християнства, наприклад місто Назарет і Витлиєм. Ці місця також є принадою для паломництва до Святої Землі. По всьому Ізраїлю в християнських церквах проводяться спеціальні різдвяні церемонії, а також різдвяні концерти, ярмарки, базари, процесиї, проповіді та заходи.
Різдвяні символи можна побачити в районах з християнським населенням, таких як Яффа, Хайфа, Назарет і Старе місто Єрусалиму. Навіть у районах, де є громади єврейської алії з Радянського Союзу, багато з яких святкують Різдво, є більша присутність символів свята. Муніципалітет Назарета запалює різдвяні вогні та відкритий ярмарок, який святкує Різдво, а муніципалітет Хайфи сприяє серії заходів просто неба під назвою «Свято свят», які звертаються до віруючих трьох монотеїстичних релігій. Крім того, різдвяні символи не є поширеними в Ізраїлі. Різдвяні святкування також менш комерційні, ніж у більшій частині Західного світу, оскільки юдаїзм та іслам є двома основними релігіями Ізраїлю.
Під час британського мандату Палестини свято широко відзначалося, а урядові установи під мандатом були закриті. Крім того, наприкінці мандату британський Верховний комісар надіслав листа на честь свята, а церемонії транслювалися по радіо та в прямому етері. З утворенням держави Ізраїль ці церемонії продовжували транслюватися ізраїльським радіо.